# Талышева, Дарья Николаевна
Дарья Николаевна Талышева (р. 16 октября 1991, Тула) — российская волейболистка. Либеро. Мастер спорта России.

## Биография
Волейболом Дарья Талышева начала заниматься в 12-летнем возрасте в тульской ДЮСШ у тренера Валентины Касторновой. С 2005 выступала за «Тулицу»-2 (с 2007 — за основную команду) в высшей лиге «Б» чемпионата России (поначалу на позиции нападающей-доигровщицы, а затем в качестве либеро). В 2009 году «Тулица» была расформирована, а Талышева продолжила игровую карьеру в краснодарском «Динамо», в составе которого отыграла сезон также в высшей лиге «Б», а в 2010/2011 дебютировала в суперлиге, став бронзовым призёром чемпионата России. В 2012—2017 волейболистка по одному сезону выступала за новоуренгойский «Факел», тюменскую «Тюмень-ТюмГУ», омскую «Омичку», вновь за «Динамо» из Краснодара и саратовский «Протон». В 2016 в составе краснодарской команды стала победителем розыгрыша Кубка ЕКВ и во второй раз обладателем бронзовых медалей чемпионата России.
В 2017 Дарья Талышева заключила контракт с московским «Динамо», в составе которого стала чемпионкой России.
В 2015 Талышева была вызвана в сборную России, но из-за тяжёлой травмы руки и последовавшей операции дебют в национальной команде страны не состоялся. В мае 2018 волейболистка в составе сборной России приняла участие в первом розыгрыше Лиги наций, а затем в чемпионате мира, проходившем в Японии.

### Клубная карьера
- 2005—2009 —  «Тулица» (Тула);
- 2009—2012 —  «Динамо» (Краснодар);
- 2012—2013 —  «Факел» (Новый Уренгой);
- 2013—2014 —  «Тюмень-ТюмГУ» (Тюмень);
- 2014—2015 —  «Омичка» (Омск);
- 2015—2016 —  «Динамо» (Краснодар);
- 2016—2017 —  «Протон» (Саратовская область);
- 2017—2020 —  «Динамо» (Москва).

## Достижения
- двукратная чемпионка России — 2018, 2019;
  - двукратный бронзовый призёр чемпионатов России — 2011, 2016.
- победитель розыгрыша Кубка России 2018;
  - двукратный серебряный (2014, 2019) и двукратный бронзовый (2011, 2016) призёр розыгрышей Кубка России.
- двукратный победитель розыгрышей Суперкубка России — 2017, 2018.
- победитель розыгрыша Кубка Европейской конфедерации волейбола (ЕКВ) 2016.